# Acacia murrayana
Acacia murrayana é uma espécie de leguminosa do gênero Acacia, pertencente à família Fabaceae.